# ۲۳۹ (عدد)
۲۳۹ (عدد)یک عدد طبیعی است که بعد از ۲۳۸ و قبل از ۲۴۰ قرار دارد.